# 術野

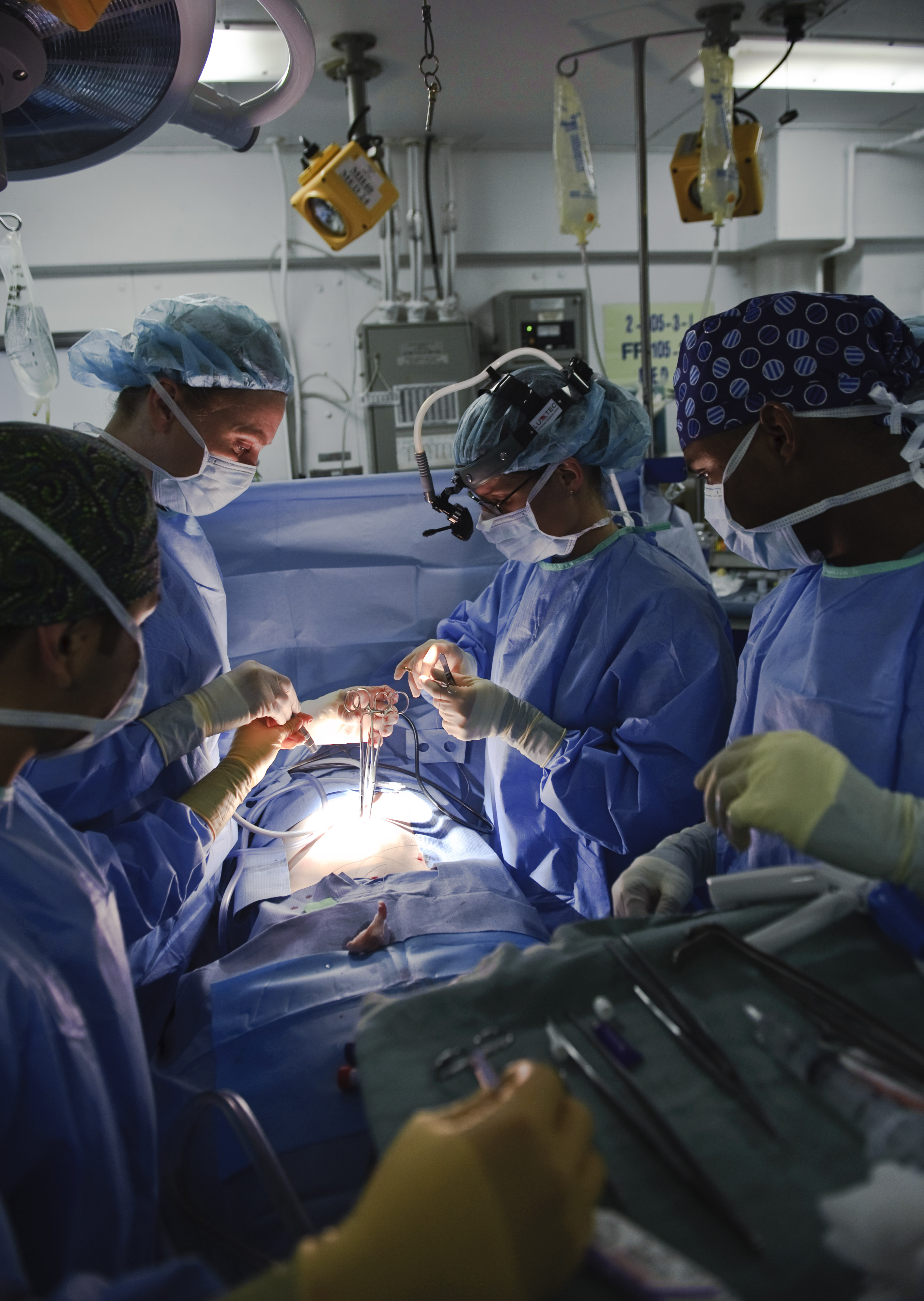
腹部手術の術野。米海軍の艦内手術室にて。

術野（じゅつや、英: surgical field or operating field）は、手術野とも呼ばれ、手術が行われる隔離された無菌領域である。通常、手術部位感染のリスクを減らし、手術効率を向上させる目的で展開される。手術後の合併症発生率の低下は、術野の明瞭性と関連している。